# Felip Guardiola i Sellés
Felip Guardiola i Sellés (València, 27 de setembre de 1951) és un advocat i polític valencià.

## Biografia
Es llicencià en dret a la Universitat de València en 1973 i es diplomà en Criminologia per l'Institut de Criminologia de la Universitat de València. En 1974 va estudiar Comerç Exterior en la Cambra de Comerç d'Espanya a Londres.
Treballà com a advocat laboralista a Castelló, on en 1975 fundà l'entitat cultural Promoción de Actividades Culturales de Castellón, S.A. Va participar com a independent en la Taula de Forces Polítiques i Sindicals del País Valencià i el 1976 va organitzar la secció valenciana del Partido Socialista Popular d'Enrique Tierno Galván, però el 1978 ingressà al PSOE amb la resta del partit. Fou elegit diputat per la província de Castelló a les eleccions generals espanyoles de 1979 i 1982 i com a secretari de política autonòmica del PSPV-PSOE, fou el primer parlamentari socialista que defensà l'entrada d'Espanya a l'OTAN i formà part de la comissió redactora de l'Estatut d'Autonomia de la Comunitat Valenciana. Formà part del Consell del País Valencià i fou conseller d'interior del govern preautonòmic d'Enric Monsonís Domingo entre setembre de 1981 i novembre de 1982 i vicepresident de la comissió mixta de traspassos Estat-Generalitat Valenciana (1982-1985).
Fou elegit diputat per Castelló a les eleccions a les Corts Valencianes de 1983 i 1987, on va ocupar la Conselleria de Governació del govern de Joan Lerma de 1983 a juliol de 1985 i la presidència del grup parlamentari socialista el 1987-1991. També fou senador designat per la Comunitat Autònoma de 1991 a 1995.
El 1996 el Govern Valencià el va distingir amb l'Alta Distinció de la Generalitat Valenciana com a membre de la Ponència Redactora de l'Estatut d'Autonomia. Des de 1987 és membre de la Junta de Govern de la Cort d'Arbitratge de València, amb seu en la Cambra de Comerç, Indústria i Navegació de València. El 1999 abandonà la política activa i tornà a exercir com a advocat.